# 光谱化学序列
光谱化学序列由（紫外－可见）光谱得到，用以表示配体和金属离子对分裂能 Δ 的影响大小，主要应用在晶体场理论和配位场理论中。分裂能是1个电子从较低能量d轨道跃迁到较高能量d轨道所需的能量。
光谱化学序列可以解释一些化合物的颜色差异。常见配体在光谱化学序列中的顺序列在下面，分裂能从小到大：
I− < Br− < S2− < SCN− < Cl− <  NO3− < N3− < F− < OH− < C2O42− ≈ H2O < NCS− < CH3CN < py （吡啶） <  NH3 < en （乙二胺） < bipy （2,2'-联吡啶） < phen （1,10-邻菲啰啉） < NO2− < PPh3 < CN− ≈ CO
H2O 左边的配体称为弱场配体，右边的称为强场配体。
金属离子相同时,分裂能从小到大：
{\displaystyle {\rm {Mn^{2+}<Ni^{2+}<Co^{2+}<Fe^{2+}<V^{2+}<Fe^{3+}<Co^{3+}<Mn^{4+}<Mo^{3+}<Rh^{3+}<Ru^{3+}<Pd^{2+}<Ir^{3+}<Pt^{4+}}}}